# Acanthobemisia
Acanthobemisia es un género de hemípteros de la familia Aleyrodidae.

## Especies
- Acanthobemisia distylii Takahashi, 1935
- Acanthobemisia indicus Meganathan & David, 1994